# 맥밀런땃쥐
맥밀런땃쥐(Crocidura macmillani)는 땃쥐과에 속하는 포유류의 일종이다. 에티오피아의 고유종이다. 자연 서식지는 아열대 또는 열대 기후 지역의 습윤 산지 숲과 습윤 사바나이다. 서식지 감소로 멸종 위협을 받고 있다.